# Helmut Ziegert

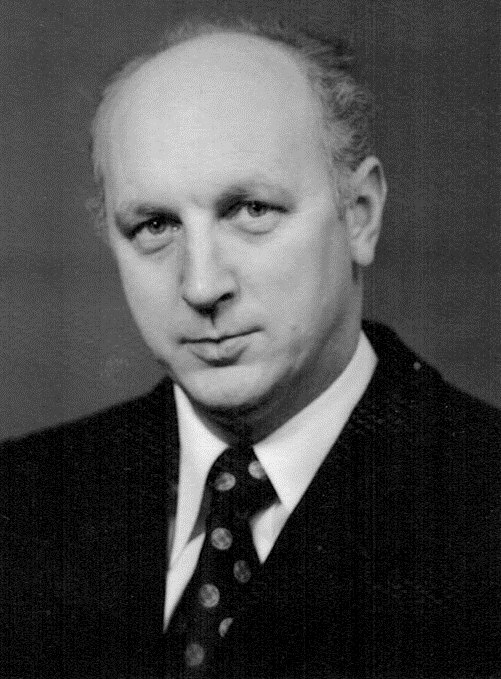
Helmut Ziegert, 1975

Helmut Ziegert (* 27. Februar 1934 in Grünenwalde, Pommern; † 30. März 2013 in Bad Segeberg) war ein deutscher Prähistoriker, der besonders in Afrika tätig war.

## Werdegang
Er studierte Ur- und Frühgeschichte in Hamburg, Berlin, Saarbrücken und Frankfurt und wurde 1961 in Frankfurt promoviert. Als wissenschaftlicher Mitarbeiter war er von 1962 bis 1964 am Frobenius-Institut in Frankfurt tätig, bevor er 1965 als Wissenschaftlicher Assistent an das Seminar für Vor- und Frühgeschichte der Universität Hamburg wechselte. 1968 folgte die Habilitation an der Philosophischen Fakultät der Universität Hamburg. Im Januar 1972 wurde er dort auf die neu eingerichtete Stelle für „Urgeschichte des Menschen und Vor- und Frühgeschichte Afrikas“ berufen und zum Professor ernannt.
Seine Schwerpunkt – Arbeitsfelder waren
1. Ursprung und Entwicklung des Menschen,
2. Methoden der Archäologie und
3. Kulturgeschichtliche Vergleiche.

Von 1962 bis 2012 leitete er zahlreiche, häufig mehrmonatige, Forschungsprojekte in Afrika (Libyen, Tschad, Sudan, Ghana, Ägypten, Niger, Äthiopien) sowie Südamerika. Darunter: Untersuchungen bei Leptis Magna in Libyen zu Fragen der Kornkammer Roms und des Untergangs der Römischen Kolonie, Forschungen zur Sesshaftigkeit im Pleistozän (Permanent Settlement in Pleistocene Societies in Budrinna, Libyen und am Awash in Äthiopien), Untersuchungen in Aksum in Äthiopien zu Fragen der Staatsentwicklung, dem Beginn und der Ausbreitung des Christentums und dem Reich der Königin von Saba, die in der Fachwelt allerdings als ausgesprochen umstritten gelten.
Ein weiterer Schwerpunkt lag in archäologischen Untersuchungen in Norddeutschland im Raum Stade und den Hamburger Elbmarschen zu Fragen der Landschaftsentwicklung, Besiedlungsabfolgen in Marsch und Geest und zu Siedlungs- und Kulturverhalten.
Helmut Ziegert vertrat einen problemorientierten Forschungsansatz. Den Ausgrabungen sollten Fragestellung und Modellbildung vorausgehen. Er kritisierte das seiner Auffassung nach verbreitete Sammeln von Gegenständen, das er als objektorientierten Ansatz beschrieb.
In der Entwicklungsgeschichte des Menschen betonte Ziegert den Einfluss der geistigen Entwicklung. Sie könne an den Kulturüberresten abgelesen werden, und beschreibe im Gegensatz zu Schädel- und Knochenformen den Grad des Menschseins. Er unterstrich den Anwendungsbezug der Archäologie zu weltanschaulichen religiösen Fragen (Entwicklung oder Erschaffung).

## Ehrenamtliches Engagement
Von 1978 bis 1983 war Helmut Ziegert Vorsitzender der Deutschen Gesellschaft für Ur- und Frühgeschichte (DGUF).

## Schriften (Auswahl)
- Report of Archeological Mission 2011 to Melka Kunture - Weraba, north of River Awash. Online-Publikation, Hamburg 2012.
- Report of Archeological Mission 2011 to Axum – Kaleb, site 25. Mit Dirk Siebers und Marlies Wendowski. Online-Publikation, Hamburg 2012.
- The Origin of Man – Two Conceptions. Online-Publikation, Hamburg 2012.
- Adam kam aus Afrika – aber wie? Online-Publikation, Hamburg 2011.
- Budrinna Homo Erectus Grave 29 – Anthropology and Archaeology. Mit Robert von Zieten, Glynn M. von Zieten und Ilona Johannsen. Online-Publikation, Hamburg 2011.
- 14C – Dating and Volcanism. Online-Publikation, Hamburg 2009.
- Interdisziplinäres Denken. Online-Publikation, Hamburg 2008.
- Der Palast der Königin von Saba: Der Archäologe Prof. Dr. Helmut Ziegert über seine überraschenden Entdeckungen in Äthiopien. TV-Interview mit Alexander Kluge. Dctp; Sendedatum 30. November 2008, Sat 1.
- A New Dawn for Humanity – Lower Palaeolithic Village Life in Libya and Ethiopia. In: Minerva – The International Review of Ancient Art and Archaeology. Vol. 18, No 4 (2007), S. 2–3 u. 8–9.
- Aksum – Quarries and Copper Processing. In: Siegbert Uhlig (Hrsg.): Proceedings of the XVth International Conference of Ethiopian Studies Hamburg 20. – 25. Juni 2003. Harrassowitz, Wiesbaden 2006, ISBN 3-447-04799-2, S. 89–99.
- The Wadi Lebda Roman Villa, Libya. mit Marlies Wendowski. In: Minerva – The International Review of Ancient Art and Archaeology. Vol. 16, No 6 (2005), S. 33–34.
- Hangfußablagerungen – Ein geomorphologisches Phänomen in der archäologischen Forschung. In: Hephaistos – Kritische Zeitschrift zu Theorie und Praxis der Archäologie und angrenzender Gebiete. Nr. 23 (2005), S. 7–40.
- Aksum at the Transition to Christianity. mit Marlies Wendowski. In: Annales d´Ethiopie. No. 19 (2003), S. 215–230.
- Archaeology as History – A Track into the Past. Books on Demand, Hamburg 2002, ISBN 3-8311-4293-9.
- Loess over Lebda – A preliminary report of investigations 1999–2002. In: Hephaistos – Kritische Zeitschrift zu Theorie und Praxis der Archäologie und angrenzender Gebiete. Nr. 19/20 (2001/2002), S. 83–96.
- Der Aktualistische Vergleich als Grundlage archäologisch-historischer Interpretation. In: Ethnographisch-Archäologische Zeitschrift. (EAZ), Nr. 35 (1994), S. 177–198.
- Drochtersen-Ritsch. Zur frühgeschichtlichen Besiedlung in Südkehdingen (Landkreis Stade). Landkreis Stade, Oberstadtdirektion, Stade 1992, ISBN 3-9802018-7-2.
- Vom Kuriositätensammeln bis zur historischen Basiswissenschaft – Die Archäologie will zur Lösung heutiger Probleme beitragen. In: Uni hh Forschung. Nr. 24 (1990), S. 46–56.
- Wissenschaftliche Arbeitstechniken in den Kulturwissenschaften unter besonderer Berücksichtigung der archäologischen Disziplinen. Tuduv, München 1986.
- Archäologie und Kriminalistik. Ziele und Wege der Erkenntnisgewinnung. mit Achim Gründel. In: Archäologische Informationen – Mitteilungen zur Ur- und Frühgeschichte. Nr. 5 (1983), S. 175–192, doi:10.11588/ai.1983.0.27848.
- Kombinations-Statistik und Seriation. Zu Methode und Ergebnis der Bronzezeit-Chronologie K. Goldmanns. In: Archäologische Informationen-Mitteilungen zur Ur- und Frühgeschichte. Nr. 5 (1983), S. 21–52.
- Objektorientierte und problemorientierte Forschungsansätze in der Archäologie. In: Hephaistos. 2 (1980), S. 53–65.
- Salzverhüttung in der Sahara. In: Der Anschnitt Nr. 26/H. 2 (1974), S. 28–32.
- Gebel Ben Ghnema und Nord-Tibesti. Pleistozäne Klima- und Kulturenfolge in der zentralen Sahara. Steiner, Wiesbaden 1969. (Habilitationsschrift)
- Dor el Gussa und Gebel Ben Ghnema. Zur nachpluvialen Besiedlungsgeschichte des Ostfezzan – Ergebnisse der Frobenius – Expedition nach Libyen 1963 / 64. Steiner, Wiesbaden 1967, DNB 458727121.
- Zur psychischen Evolution des Menschen. In: Eike Haberland u. a. (Hrsg.): Festschrift für Adolf Ellegard Jensen. Band II. Renner, München 1964, S. 815–842.
- Archäologie und Ethnologie – Zur Zusammenarbeit zweier Wissenschaften. In: Berliner Jahrbuch für Vor- und Frühgeschichte. Nr. 4 (1964), S. 102–149.
- Zur Chronologie und Gruppengliederung der westlichen Hügelgräberkultur (= Berliner Beiträge zur Vor- und Frühgeschichte, Band 7) de Gruyter, Berlin 1963 DNB 455812594 (Dissertation Universität Frankfurt, Philosophische Fakultät, 13. Dezember 1961, DNB 482341300)

## Belege
1. ↑  Lebenslauf

| Personendaten    | Personendaten           |
| ---------------- | ----------------------- |
| NAME             | Ziegert, Helmut         |
| KURZBESCHREIBUNG | deutscher Prähistoriker |
| GEBURTSDATUM     | 27. Februar 1934        |
| GEBURTSORT       | Grünenwalde             |
| STERBEDATUM      | 30. März 2013           |
| STERBEORT        | Bad Segeberg            |